# Abdij van Andechs
De abdij van Andechs is een benedictijnerklooster in Andechs in Beieren (bisdom Augsburg). De huidige abt is Johannes Eckert.

## Geschiedenis
Het klooster kent een pelgrimscultuur en veel bedevaarders komen naar de abdij. Sinds de middeleeuwen is de heuvel waar de abdij zich bevindt een gekende plaats, waar ook een kasteel stond. In Beieren is deze locatie gekend als de Heilige Berg, de abdijkerk is te zien vanop grote afstand. De abdijkerk heeft een rijke aankleding in barokstijl, waarvoor ze zeer gekend is.

## Mausoleum
In het klooster zijn verschillende leden van de Beierse koninklijke familie bijgezet:
- Albrecht van Beieren (1905-1996)
- Koenraad van Beieren
- Constantijn van Beieren

Ook Carl Orff is hier bijgezet.

## Brouwerij
De monniken zijn zeer gekend voor hun bier, dat lokaal zeer begeerd is. De Klosterbrauerei Andechs bestaat al sinds de middeleeuwen.
- Weißbier - Hefetrüb
- Andechser Weißbier Dunkel